# Saneamento ecológico

Conceito de ecosan mostrando separação de fluxos, tratamento e reutilização; ilustração de 2014

Saneamento ecológico, comumente abreviado como ecosan, é uma abordagem ao fornecimento de saneamento que visa reutilizar excrementos com segurança na agricultura. É mais uma abordagem do que uma tecnologia ou um dispositivo que se caracteriza pelo desejo de "fechar o ciclo", principalmente para os nutrientes e a matéria orgânica entre o saneamento e a agricultura de forma segura. Um dos objetivos é minimizar o uso de recursos não renováveis. Quando devidamente concebidos e operados, os sistemas ecosan proporcionam um sistema higienicamente seguro para converter excrementos humanos em nutrientes a serem devolvidos ao solo e água a ser devolvida à terra. O ecosan também é chamado de saneamento orientado a recursos.

## Definição
A definição de ecosan variou no passado. Em 2012, uma definição amplamente aceita de ecosan foi formulada por especialistas suecos: "Os sistemas de saneamento ecológico são sistemas que permitem a reciclagem segura de nutrientes para a produção agrícola, de tal forma que a utilização de recursos não renováveis é minimizada. Estes sistemas têm um forte potencial para serem sistemas de saneamento sustentáveis se os aspectos técnicos, institucionais, sociais e econômicos forem geridos de forma adequada."
Antes de 2012, o ecosan era frequentemente associado à separação de urina e, em particular, aos sanitários secos separadores de urina. Por esta razão, o termo “banheiro ecosan” é amplamente utilizado quando as pessoas se referem a um desses. Contudo, o conceito de ecosan não deve limitar-se a um tipo específico de sanitário. Além disso, eles podem ser utilizados sem quaisquer atividades de reutilização, caso em que não estão alinhados com o conceito ecosan (um exemplo são as oitenta mil unidades implementadas pelo município de eThekwini, perto de Durban, na África do Sul).